# Маэда, Сиро
Сиро Маэда (яп. 前田 四郎; 1917—1999) — японский инженер-химик, президент Университета Тохоку.

## Биография
- 1940 — окончил факультет химической инженерии Императорского университета Тохоку
- 1958 — профессор инженерного факультета Университета Тохоку
- 1974 — декан инженерного факультета Университета Тохоку
- 1975 — председатель Ассоциации химического машиностроения (Общество инженеров-химиков)
- 1977 — 14-й президент университета Тохоку (1977—1983)[2]
- 1983 — президент Ассоциации развития промышленных технологий Тохоку
- 1984 — советник Центра промышленных технологий префектуры Мияги
- 1986 — президент Фонда содействия развитию передовых технологий префектуры Мияги
- 1989 — награждён орденом Священного сокровища.